# БРЭМ-1
Бронированная ремонтно-эвакуационная машина 1 (БРЭМ-1, «Объект 608») предназначена для эвакуации застрявшей и повреждённой техники (БТР, БМП, БМД, танков и др.), в том числе и из-под огня противника. Обеспечивает необходимый ремонт и техническое обслуживание в полевых условиях. Создана на базе шасси основного танка Т-72 под руководством А. А. Морова. Принята на вооружение в 1975 году.
Предназначалась для подразделений, на вооружении которых находились танки Т-64, Т-72, Т-80 и их модификации.

## Описание конструкции

### Специальное оборудование
Грузовая платформа:
- Грузоподъемность, кг 1500
- Габариты, м 1,7х1,4

Кран:
- Грузоподъемность, кг 12000
- Максимальная высота подъёма крюка над грунтом, м 4,36
- Максимальный вылет крюка, м 4,40

Бульдозер-сошник:
- Ширина отвала, м 3,1
- Максимальная величина заглубления, м 0,45

Штанги с внутренней амортизацией:
- Масса буксируемого объекта, кг 50000

Лебедка тяговая вспомогательная:
- Максимальное тяговое усилие, кгс 25000
- Максимальное тяговое усилие с полиспастами, кгс 100000
- Длина троса, м 200—400
- Скорость намотки троса, м/с 0,217

## Модификации
- БРЭМ-1 — базовая модификация;
  - БРЭМ-1М — модернизированная версия, сделанная на базе танка Т-90, отличается повышенной грузоподъемностью крана и увеличенным тяговым усилием лебедки[1];
  - БТС-5 — модификация, в отличие от базовой модели, БТС-5 изготавливаются не вновь, а путём переделки шасси танков Т-72А в процессе капитального ремонта. Базовый вариант БТС-5 оборудован краном на 1,5 тонны[2];
    - БТС-5Б — украинская модификация, вариант с краном на 12 тонн[3].

## Операторы
- СССР
- Азербайджан — некоторое количество БРЭМ-1М и как минимум 14 БТС-5Б, по состоянию на 2013 год[4][5]
- Армения — некоторое количество БРЭМ-1, по состоянию на 2012 год[6]
- Беларусь
- ГДР — 15 единиц БРЭМ-1 поставлены из СССР в период с 1985 по 1987 годы[7]
- Грузия — 6 единиц БТС-5Б поставлены из Украины в 2007 году[7]
- Ирак — 88 единиц поставлено из Украины в период с 2006 по 2010 годы по контракту на 7 млн. $ от 2005 год[7].
- Иран — некоторое количество БРЭМ-1, по состоянию на 2012 год[8]
- Кипр — 4 единицы БРЭМ-1 поставлены из России в 1997, но заменены на 4 БРЭМ-80У в 2012[9]
- Россия — некоторое количество БРЭМ-1, по состоянию на 2012 год[10]
- Украина — 10 БРЭМ-1, по состоянию на 2021 год[11]
- Сирия — некоторое количество БРЭМ-1, по состоянию на 2012 год[12]
- Эфиопия — 4 БТС-5Б поставлены из Украины в 2011 году[13]

## Изображения
- БРЭМ-1 на международном форуме «Технологии в машиностроении»